# Kolilanang
Kolilanang is een bestuurslaag in het regentschap Flores Timur van de provincie Oost-Nusa Tenggara, Indonesië. Kolilanang telt 1229 inwoners (volkstelling 2010).